# Bionade-Biedermeier
Bionade-Biedermeier ist eine von der Limonadenmarke Bionade und der Epoche des Biedermeier abgeleitete scherzhafte Bezeichnung für den Lebensstil und das Konsumverhalten einer großstädtischen, gutverdienenden und gebildeten Klientel. 

## Herkunft

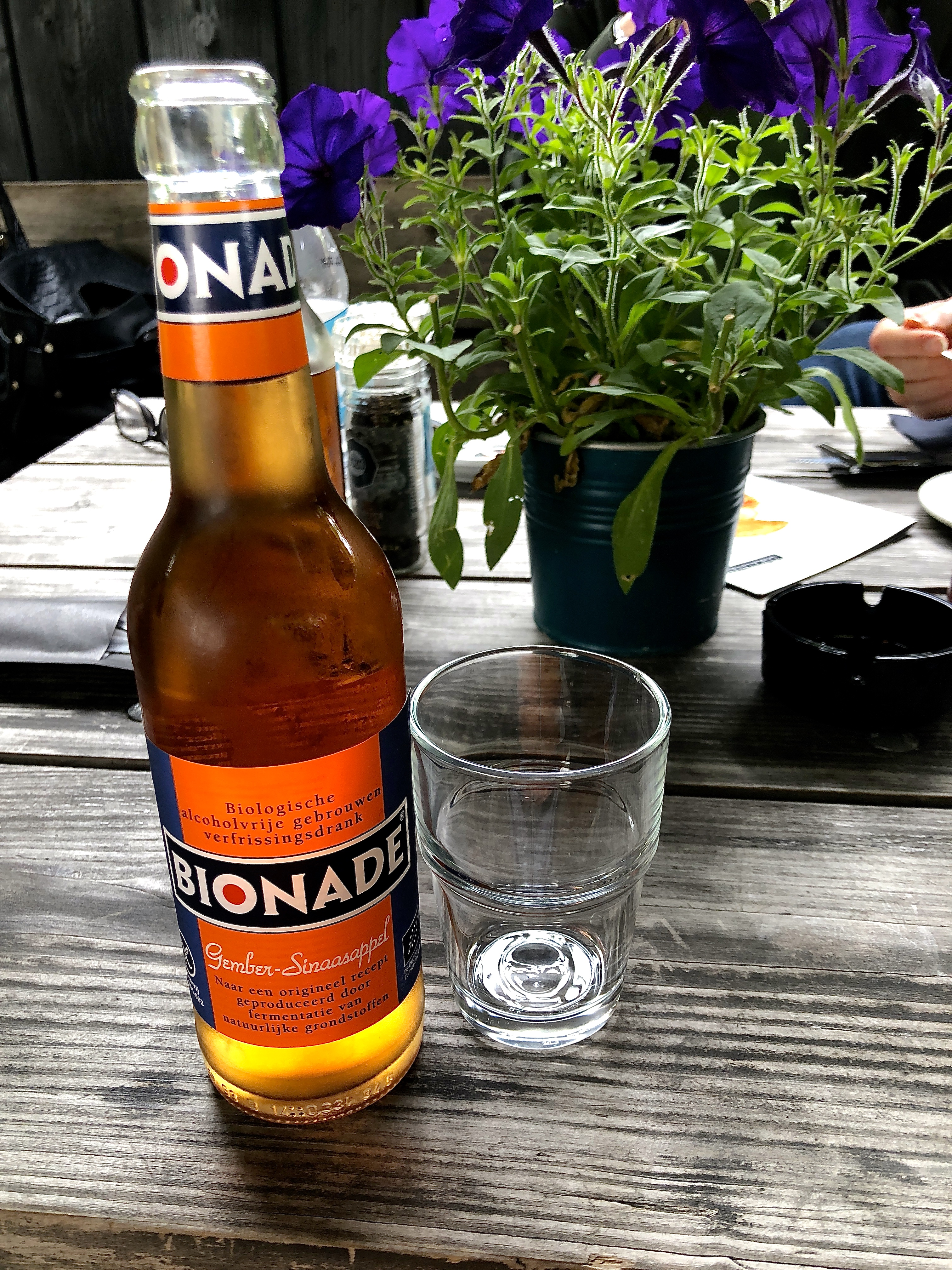
Tisch mit Bionade-Flasche

Der Begriff wurde 2007 von einer Reportage Henning Sußebachs über den Berliner Ortsteil Prenzlauer Berg im Zeitmagazin Leben geprägt. 2017 gab Sußebach an, die Überschrift Bionade-Biedermeier stamme von seinem Kollegen Tillmann Prüfer. Sußebach prägte in seinem Artikel außerdem den Typus des „Ökoschwaben“.
Das Getränk Bionade wurde zum Symbol von Ernährungs- und Konsumgewohnheiten stilisiert. Kennzeichnend für den Biedermeier in diesem Zusammenhang ist vor allem der Rückzug in die private Gemütlichkeit und eine Abkehr von einem breiteren politischen oder gesellschaftlichen Engagement. Das politische Schlagwort Bionade-Biedermeier soll demnach ausdrücken, dass Formen des (tatsächlich oder nur vermeintlich) nachhaltigen Konsums „echtes“ gesellschaftliches oder politisches Engagement ersetzen und in erster Instanz das Wohlbefinden der handelnden Personen steigern.
Der Grünenpolitiker Jürgen Trittin schrieb 2014 in einem Buch: „Bionade-Biedermeier als Lebensstil, als vorgelebtes richtiges Leben: Das wird nicht reichen. Wenn Grüne zu ‚Ökospießern‘ werden, verlieren sie Teile jener Subkultur, in der sie auch wurzeln.“